# Felix Slatkin
Pour les articles homonymes, voir Slatkin.
Felix Slatkin (né le 22 décembre 1915 à Saint-Louis, Missouri - mort le 8 février 1963), est un violoniste et chef d'orchestre américain.

## Biographie
Slatkin est né à Saint Louis, Missouri dans une famille juive nommée Zlotkin, originaire des zones de l'Empire russe aujourd'hui en Ukraine. Il a commencé à étudier le violon à l'âge du neuf avec Isadore Grossman. Il a commencé à travailler professionnellement à l'âge de dix ans et a remporté une bourse d'études à l'Institut Curtis, où il a étudié le violon avec Efrem Zimbalist et la direction d'orchestre avec Fritz Reiner.
À 17 ans, il rejoint l'Orchestre symphonique de Saint-Louis et a formé un orchestre de chambre de jeunes musiciens. En 1935, il remporte un concours avec l'Orchestre du Hollywood Bowl et José Iturbi. À cette époque, il a rencontré la violoncelliste Eleanor Aller (en), également d'origine juive russe, qu'il épousera plus tard. Pendant la Seconde Guerre mondiale, il a servi son pays en tant que musicien à la base de la Force aérienne de Santa Ana et comme chef d'orchestre de l'Army Air Force Tactical Command Orchestra, une organisation qui a recueilli plus de 100 millions de dollars en obligations de guerre.
Il s'installe à Los Angeles et a accepté le poste de violon pour les Studios de la 20th Century Fox, effectuant de nombreux solos de violon dans des films tels que Qu'elle était verte ma vallée et Comment épouser un millionnaire. En 1939, il a fondé le très célèbre Hollywood String Quartet, qui a produit plus de 21 albums pour Capitol Records et a fait des tournées aux États-Unis, en Europe, en Australie et en Nouvelle-Zélande, y compris une apparition spéciale en 1957 pour le Festival international d'Édimbourg. En 1958, le quatuor a remporté un Grammy Award de la meilleure prestation orchestrale de la National Academy of Recording Arts and Sciences pour son interprétation des derniers quatuors à cordes de Beethoven.
En tant que chef d'orchestre, il a fondé le Concert Arts Orchestra et a dirigé l'Orchestre du Hollywood Bowl. Il était le premier violon et chef d'orchestre de choix de Frank Sinatra au cours des années 1950. Il a fait plus de 25 enregistrements avec ces orchestres, également pour le label Capitol, y compris un enregistrement de la Gaîté Parisienne d'Offenbach (un ballet orchestré par Manuel Rosenthal), qui a remporté un Grammy Award en 1958. Il a également fait plus d'une douzaine d'enregistrements pour Liberty Records. En 1962, son enregistrement intitulé Hoedown a remporté une nomination aux Grammy Awards. En 1995, le Hollywood String Quartet a remporté le London Grammaphone award pour son enregistrement de Verklärte Nacht d'Arnold Schönberg et du Quintette en ut majeur de Schubert.
Felix Slatkin est mort d'une crise cardiaque à l'âge de 47 ans.
Leonard Slatkin fils de Felix, est le chef d'orchestre de l'Orchestre symphonique de Détroit, et l'autre fils, Frederick Zlotkin (qui utilise la forme originale de son nom de famille) est premier violoncelliste du New York City Ballet et violoncelliste du Lyric Piano Quartet.

## Source
- (en) Cet article est partiellement ou en totalité issu de l’article de Wikipédia en anglais intitulé « Felix Slatkin » (voir la liste des auteurs).